# Myotis hermani
Myotis hermani је врста слепог миша из породице вечерњака (лат. Vespertilionidae).

## Распрострањење
Врста има станиште у Индонезији, Малезији и Тајланду.

## Станиште
Врста Myotis hermani има станиште на копну.

## Угроженост
Подаци о распрострањености ове врсте су недовољни.

### Популациони тренд
Популациони тренд је за ову врсту непознат.